# Systemlaufwerk
Das Systemlaufwerk ist in der Informatik jenes Laufwerk, das für die Nutzung des aktuellen Systems verwendet wird. Dieses System kann z. B. das Betriebssystem eines Computers sein, und das Systemlaufwerk daher jenes Laufwerk, auf dem das Betriebssystem installiert ist. Je nach System finden sich auch die Begriffe Systemvolume, von Volume, und Systempartition, von Partition.
Für ganze Festplatten und Disketten werden in gleicher Weise die Begriffe Systemfestplatte und Systemdiskette verwendet.
Eine genaue Definition der Begriffe existiert nicht.

## Verwendung
Die Begriffe Systemlaufwerk, Systemvolume, Systempartition sowie Systemdiskette und Systemfestplatte werden lose und auf das jeweilige System bezogen verwendet. Ihre Bedeutung erschließt sich nur aus dem Zusammenhang.
Im Umfeld von PCs mit dem verbreiteten Betriebssystem Windows beispielsweise wird Systemfestplatte, Systemlaufwerk, Systempartition und Systemvolume für jenes Laufwerk verwendet, auf dem Windows installiert ist und das den Laufwerksbuchstaben C: erhält: das Systemlaufwerk unter Windows ist traditionell Laufwerk C:.
Unter Unix und Unix-artigen Systemen ist das Systemlaufwerk als Root-Verzeichnis / eingebunden. Unter macOS heißt es Mac-üblich Systemvolume, bei Linux oft Root-Partition.

## Unterscheidung
Einige Computersysteme unterscheiden zwischen Startlaufwerk und Systemlaufwerk: Für den Start, das englisch Booten, eines Computersystems muss oder kann eventuell ein zusätzliches Laufwerk verwendet werden, das jedoch nur für den Start benötigt wird.